# Skogskackerlacka
Skogskackerlacka (Ectobius lapponicus) är en liten kackerlacka som lever i skogar och på gräsmarker, som till exempel hedar. Då det är en utomhuslevande art betraktas den i regel inte som något skadedjur.

## Kännetecken
Skogskackerlackan är en liten kackerlacka, fullbildade hanar har en kroppslängd på 9-11 millimeter och fullbildade honor är något mindre, med en kroppslängd på 7-10 millimeter. Hanar och honor går att skilja åt på vingarna, hanen har långa vingar (7-10 millimeter), medan honan har kortare vingar (5-6 millimeter). Som andra kackerlackor har den en platt och oval kroppsform. Mundelarna är bitande, antennerna är långa och tunna och framvingarna är brunaktiga med mörka fläckar.

## Levnadssätt
Skogskackerlackan livnär sig på dött organiskt material, både av växter och djur. Den genomgår ofullständig förvandling, det vill säga utvecklas från ägg till imago genom flera nymfstadier. Dess livscykel är i det klimat som råder i Sverige troligen tvåårig, med en övervintring som ägg och en som nymf.